# Opepe
'Opepe (l’orthographe moderne de la langue Māori, cela pourrait être épelé Ōpepe), était un village dans l’Île du Nord de la Nouvelle-Zélande, a quelques miles  au sud-ouest de la cité de Taupo. 
Il fut le théâtre d’une attaque de la milice européenne par les Maoris le  7 juin 1869, dans laquelle  9 membres de la milice furent tués.

## Situation
Le village maori de Opepe était situé à l’intersection de 2 chemin de passages majeurs  de la période pré-européenne: la route pédestre (Taupo-Napier et celle:Urewera-Tokaanu). 
C’était aussi le lieu de naissance du leader Maori Te Rangitahau (en).

## Étymologie
Le  Ministère de la Culture et du Patrimoine  de Nouvelle-Zélande donne la traduction de "place of the moth" (l’emplacement des mites) pour  Ōpepe .

## Histoire
Durant la campagne contre Te Kooti (en), au début de juin 1869, le chef  Te Kooti et environ  150 supporters se déplacèrent en direction du lac Taupo dans le centre de l’île du nord. 
Au niveau du village de Opepe, juste à proximité de Taupo, ils tombèrent sur un groupe de quarante hommes de la milice , qui campaient dans un village abandonné. Neuf hommes de la milice furent tués, sans aucune perte dans le camp de Te Kooti. Un des hommes, qui était en train de faire sécher son uniforme, s’échappa complètement nu courant à travers un pays accidenté au milieu de l’hiver pour donner l’alerte et fut plus tard décoré par la  New Zealand Medal.
Une palissade militaire fut construite au niveau de la localité d’Opepe en 1869 mais fut fermée en 1885.
Le centre-ville  prospéra pendant plusieurs années à la fin du XIXe siècle.

## Actuellement
Aujourd’hui, il existe un tout petit cimetière sur le trajet de la route Napier-Taupo avec 5 tombes, maintenues en état par le Ministère de la Culture et du Patrimoine. Deux de ces tombes contiennent les corps des 9 membres du calvaire de la Baie de l'Abondance, qui furent tués le 7 juin 1869 par l’avant garde de Te Kooti. Les 3 autres tombes sont celles des colons, qui sont venus ensuite .
La route State Highway 5 /S H 5 passe à travers le village d’Opepe. 
Aujourd’hui il ne reste qu’une petite localité.

## Autres lectures
- (en) « Opepe Memorial », 13 juin 2012 (consulté le 11 mai 2013)
- (en) Manatū Taonga, « Attack on Ōpepe - roadside stories », Ministère de la Culture et du Patrimoine, 20 décembre 2012 (consulté le 11 mai 2013)
- (en) Richard S. Hill, « Police - Provinces, war and gold, 1850s to 1870s », Te Ara Encyclopedia of New Zealand, 20 juin 2012 (consulté le 20 août 2017)
- (en) Ken Te Huingarau Gartner, « Te Rangitahau », Te Ara Encyclopedia of New Zealand (consulté le 20 août 2017)